# Кеннінг
Кеннінг (від ісл. kenningar, від kenna — «знати, відати, натякати») — поетичний прийом, що замінював звичайне зрозуміле слово красивою метафорою. Наприклад, слово англ. wallflower, буквально «стінна квітка», означає даму, яка залишилася без кавалера на балу і змушена стояти одна біля стіни. Характерний для поезії скальдів, а також для англосаксонської та кельтської поезії. В «Молодшій Едді» кеннінги разом з гейті є головними стилістичними засобами, саме тут вперше вводяться ці поняття.

## Класифікація
Кеннінг складається, як мінімум, з двох іменників. Існують також надзвичайно складні багаторівневі кеннінги, є й такі, що утворюють словосполучення.
Варто зазначити, що метод кеннінгів застосовувався і класиками і сучасними авторами. Підставляючи різні гейті замість складових частин кеннінга, можна було варіювати його, а підставляючи цілі кеннінги замість його складових частин, можна було зробити його багаточленним і тим самим нескінченно збільшити можливість його варіювання. Три- і чотиричленові Кеннінги є звичними для скальдичної поезії. Зустрічаються іноді навіть семичленові Кеннінги, наприклад «метальник вогню хуртовини відьми місяця коня корабельних сараїв», де «кінь корабельних сараїв» — це корабель, «місяць корабля» — щит, «відьма щита» — спис, «хуртовина копій» — битва, «вогонь битви» — меч, «метальник меча» — воїн. Для того щоб розшифрувати такий кеннінг, доводилося «перекладати» його складові частини і таким чином зводити його до елементарної схеми.
Як вказує Стеблін-Каменський, кеннінги «давали можливість нагромаджувати іменники в такій кількості, яка не засвідчена ні в якій іншій поезії, і це робило мову поезії надзвичайно багатою і пишною. Кеннінги підкреслювали поетичну форму, вони здавалися тим гарнішими, чим більш винахідливо і хитромудро вони були розроблені».
А. Хойслер вважає кеннінг «метафорою з відхиленням». Інший учений Б. Ярхо також підтрримував це припущення, однак пізніше зазначив, що кеннінги — це двочленові речення, які мають в своїй основі гейті та другого многочлена, що зазвичай є метонімією. В «Лекції по давньоскандинавській поезії» він вказує на гейті, як перейменування, що може бути синонімом, метонімією, синекдохою та метафорою. Якщо, усунувши кеннінги, викласти зміст окремої віси в прозі, то він зазвичай виявляється вкрай мізерним і зводиться до констатації якихось невигаданих фактів, які повідомляються як пояснення причини вчинку, попередження, порада, загроза, похвала чи просто інформація.

## Еддичні та скальдичні кеннінги
Основною властивістю еддичного кеннінга — те, що він не придумувався при створенні твору, в якому він був вжитий; і укладений в нього образ, і його словесний вираз черпалися з традицій.
На противагу еддичним гейті, скальдичні гейті аж ніяк не обов'язково черпалися з традицією. Вони могли бути і продуктом індивідуальної вигадки, так як очевидно, що гейті, подібні щойно наведеним, не були результатом стихійного семантичного розвитку.

## Період християнізації
Безпосереднім наслідком християнізації (Ісландію християнізували близько 1000 р) було зменшення кількості кеннінгів, що містять імена язичницьких божеств, в драпах, складених на честь норвезьких королів. Але в міру того, як християнство зміцнювалось і язичницька міфологія втрачала свій релігійний зміст, перетворюючись на умовну поетичну фразеологію, міфологічні кеннінги знову ставали звичайними. Вже через сто років після християнізації вони так само вживались в драпах, як і до неї.
Кеннінги з іменами язичницьких богів могли вживатися для опису християнських персонажів.
Після християнізації Скандинавії, поетична метафора, тобто кеннінги втратили свій міфологічний сенс: норною могла вважатись проста дівчина, а одне з імен Одіна носити звичайний чоловік, що особливо не був відомим своїми доблестями. Конунг Олаф — християнський святий — міг носити ім'я «Бальдр битви» або «Одін виття стріл», що характеризувало його як воєначальника, командира в битві («виття стріл»). Поезія, що виросла з міфології, стала надгробним пам'ятником язичницького міфу.

## Приклади

### Класичні (скандинавські) кеннінги
| дах кита                      | море     |
| земля лебедя                  | море     |
| шлях вітрил                   | море     |
| ланцюг островів               | море     |
| поле вікінґа                  | море     |
| асамблея мечів                | битва    |
| ураган мечів                  | битва    |
| політ списів                  | битва    |
| пісня списів                  | битва    |
| свято орлів                   | битва    |
| жеребець хвилі                | корабель |
| плуг моря                     | корабель |
| кінь пірата                   | корабель |
| насолода круків               | воїн     |
| фарбувальник крукового дзьоба | воїн     |
| дерево шолома                 | воїн     |

### Сучасні кеннінги
Яскравим прикладом сучасного кеннінга можна вважати вислів «залізний кінь», що в СРСР асоціювався з трактором, а сьогодні переважно з будь-яким транспортним засобом.
Багато германських неоязичників при поклонінні тому чи іншому богу вживають гейті, наприклад, Локі прийнято називати «Богом тисячі облич», «Батьком чудовиськ», «Ковалем брехні» та ін.